# Parque Estadual Bosque das Araucárias
O Parque Estadual Bosque das Araucárias situa-se no município brasileiro de União da Vitória, no estado do Paraná.  
Com uma área de 2.363.100,00 m² (236,31 ha), foi criado em 11 de julho de 1996 pelo decreto nº 2.139 do governo estadual, como uma Unidade de Proteção Integral para proteger a biodiversidade regional e preservar as espécies de fauna e flora, bem como a floresta de araucária, os mananciais de águas e os demais recursos ambientais. O espaço também é utilizado para fins educacionais, recreativos, científicos e administrativos. 

## Ligações Externas
- Página Oficial da Prefeitura Municipal de União da Vitória